# Eyralpenus multipicta
Eyralpenus multipicta là một loài bướm đêm thuộc phân họ Arctiinae, họ Erebidae.